# Nephi
Nephi é uma cidade localizada no estado norte-americano de Utah, no Condado de Juab.

## Demografia
Segundo o censo norte-americano de 2000, a sua população era de 4733 habitantes.
Em 2006, foi estimada uma população de 5207, um aumento de 474 (10.0%).

## Geografia
De acordo com o United States Census Bureau tem uma área de
10,8 km², dos quais 10,8 km² cobertos por terra e 0,0 km² cobertos por água. Nephi localiza-se a aproximadamente 1630 m acima do nível do mar.

## Localidades na vizinhança
O diagrama seguinte representa as localidades num raio de 28 km ao redor de Nephi.